# Somodi Bence
Somodi Bence (Eger, 1988. november 25. –) magyar labdarúgó, jelenleg a Csákvár kapusa.

## Pályafutása
Tíz éves korától az FTC utánpótláscsapatában szerepel. 2005-ben igazolt a Blackburn Rovers csapatába, ahonnan 2007-ben távozott. 2009. november 7-én volt az első NBI-es mérkőzése a DVTK csapatában, ahol a Kaposvár ellen játszottak. 2010-ben 1 évre kölcsönbe ment a Videotonba, ahonnan 2012 telére a Gyirmót csapatába került, szintén kölcsönbe. 2012 nyarán végleg a Videoton csapatába igazolt.
2017. január 1-től a Kazincbarcikai SC játékosa lett, mellyel a 2016–17-es szezonban az NB III Keleti csoportjában bajnok lett. 2019. június 21-én az MTK-hoz igazolt, amelyhez 2021 nyaráig írt alá.